# Хавиер Моро
Хавиер Моро (на английски: Javier Moro) е испански сценарист, продуцент и писател, автор на бестселъри в жанровете исторически любовен роман и биографичен роман.

## Биография и творчество
Хавиер Рафаел Моро Лапиер Наваро е роден на 11 февруари 1955 г. в Мадрид, Испания. Баща му е испанец, изпълнителен директор на авиокомпания, а майка му французойка. Племенник е на писателя Доминик Лапиер, а баба му и сестра му също пишат. Има по-малък брат. В младостта си пътува много с баща си в страни от Африка, Азия и Америка. Спомените му оттогава оставят у него траен отпечатък, който се появява по-късно в книгите му. Завършва гимназия във френския лицей в Мадрид.
На 17 години печели стипендия от фондация „Zellidja“ за изследователска дейност и прекарва три месеца в Иглулик, Канада, в близост до Северния полюс, живеейки в семейство на ескимоси. След публикуването на доклада му е възнаграден с второ пътуване до южноамериканските индианци „яномамо“. Докладът му, описващ подробно техният начин на живот, получава първа награда от фондацията и стипендия за обучение във Франция.
В периода 1973-1978 г. учи история и антропология в кампуса „Жусийо“ на Парижкия университет. След дипломирането си работил като изследовател за няколко книги за Доминик Лапиер и Лари Колинс. Прекарва няколко месеца в Либия и Египет за проучването на материалите за техно-трилъра „Петият конник“. По-късно в сътрудничество с Лапиер завършва със съвместния им роман „Era medianoche en Bhopal“.
Едновременно работи и към киното с режисьора Карлос Ескобедо за екранизация на романа „Хроника на Алба“ от Рамон Сендер. В резултат през 1982 г. излиза филма „Valentina“ с участието на Джордж Санс и Антъни Куин, а през 1983 г. – „1919, crónica del alba“ с участието на Мики Молина и Ема Суарес, печелейки успех сред зрителите и награди на критиката.
След успеха на филмите се премества да живее в Лос Анджелис, където участва в множество филмови и телевизионни проекти като писател или производител.
През 1992 г. е публикуван първият му роман „Senderos de libertad“ (Пътища на свободата). За него той пътува в продължение на три години в Амазонка със самолет, кану, автомобил и дори пеша, за да реконструира историята на Чико Мендес, каучуков работник и еколог, който става международен символ на опазването на околната среда.
Успехът на книгата му позволява да се върне в Испания и да се съсредоточи върху писателската си кариера. Въз основа на алтернативните си проучвания издава книгите си „El pie de Jaipur“ (Полите на Джайпур) през 1995 г., получила Специалната награда на Министерството на социалните въпроси, „Las montañas de Buda“ (Планининте на Буда), и „Era medianoche en Bhopal“ (Беше полунощ в Бопал), за която авторите са удостоени с престижната награда „Кристофър“.
През 2005 г. е издаден романът му „Индийската принцеса“, базиран на живота на Анита Делгадо. Книгата става международен бестселър и е преведена на 17 езика по света.
През октомври 2008 г. е публикуван романът му „Червеното сари“, който представя епичната история на Соня Ганди и фамилията Неру. Тя предизвиква много спорове в Индия, но става литературен хит.
През 2011 г. е издаден романът му „Империята – това си ти“, който се основава на живота на първия бразилски император Дон Педро І (1798 – 1834). За него е удостоен с престижната награда „Планета“ с парична премия от 601 000 евро, класиран от общо 484 романа.

## Произведения

### Самостоятелни романи
- Senderos de libertad (1992)
- El pie de Jaipur (1995)
- Las montañas de Buda (1998)
- Era medianoche en Bhopal (2001) – с Доминик Лапиер, награда „Кристофър“
- Pasión India (2005)
Индийската принцеса, изд.: ИК „Хермес“, Пловдив (2011), прев. Мариана Китипова
- El sari rojo (2008)
Червеното сари, изд.: ИК „Хермес“, Пловдив (2014), прев. Мариана Китипова
- El imperio eres tú (2011) – награда „Планета“
Империята – това си ти, изд.: ИК „Хермес“, Пловдив (2013), прев. Мариана Китипова
- A flor de piel, Seix Barral (2015)

### Екранизации
- 1978 Sentados al borde de la mañana con los pies – сюжет
- 1982 Valentina – сценарий, продуцент
- 1983 1919, crónica del alba – сюжет, продуцент
- 2002 El hambre en el mundo explicada a mi hijo – ТВ документален филм
- 2010 Entrelobos – съветник по историята